# دانيال بيدويا
دانيال بيدويا (بالإسبانية: Dan Bedoya)‏ هو لاعب كرة قدم كولومبي في مركز الوسط، ولد في 13 فبراير 1994 في ميديلين في كولومبيا. لعب مع نيو يورك ريد بولز 2 وهارتفورد أتلتيك.

## وصلات خارجية
- دانيال بيدويا على موقع الدوري الأمريكي (الإنجليزية)
- دانيال بيدويا على موقع قاعدة بيانات كرة القدم.إي يو (الإنجليزية)
- دانيال بيدويا على موقع Soccerway.com (الإنجليزية)